# Internazionali di Tennis di Baviera 1998 - Qualificazioni doppio
Le qualificazioni del doppio degli Internazionali di Tennis di Baviera 1998 sono state un torneo di tennis preliminare per accedere alla fase finale della manifestazione. I vincitori dell'ultimo turno sono entrati di diritto nel tabellone principale. In caso di ritiro di uno o più giocatori aventi diritto a questi sono subentrati i lucky loser, ossia i giocatori che hanno perso nell'ultimo turno ma che avevano una classifica più alta rispetto agli altri partecipanti che avevano comunque perso nel turno finale.
Le qualificazioni del doppio del torneo prevedevano 4 coppie partecipanti di cui una è entrata nel tabellone principale.

## Teste di serie
1. Tomas Nydahl /  Peter Tramacchi (ultimo turno)

1. Gastón Etlis /  Jaime Oncins (Qualificati)

## Qualificati
1. Gastón Etlis  /   Jaime Oncins

## Tabellone

### Legenda
| - Q = Qualificato - WC = Wild card - LL = Lucky loser | - ALT = Alternate - SE = Special Exempt - PR = Protected Ranking | - w/o = Walkover - r = Ritirato - d = Squalificato |

|  | Primo turno | Primo turno                    | Primo turno                  | Primo turno | Primo turno |  |  | Ultimo turno | Ultimo turno                 | Ultimo turno                 | Ultimo turno | Ultimo turno |  |
|  |             |                                |                              |             |             |  |  |              |                              |                              |              |              |  |
|  | 1           | Tomas Nydahl Peter Tramacchi   | Tomas Nydahl Peter Tramacchi | 7           | 6           |  |  |              |                              |                              |              |              |  |
|  |             | Gerald Mandl Valentino Pest    | Gerald Mandl Valentino Pest  | 6           | 2           |  |  | 1            | Tomas Nydahl Peter Tramacchi | Tomas Nydahl Peter Tramacchi | 4            | 6            |  |
|  | 2           | Gastón Etlis Jaime Oncins      | 7                            | 6           | 6           |  |  | 2            | Gastón Etlis Jaime Oncins    | Gastón Etlis Jaime Oncins    | 6            | 7            |  |
|  |             | Markus Hantschk Patrick Sommer | 5                            | 7           | 4           |  |  |              |                              |                              |              |              |  |